# Зенитно оръдие
Зенитното оръдие е артилерийска установка за противовъздушна отбрана (ПВО).
За първи път зенитни оръдия се използват през Първата световна война. През Втората световна война се използват както такива с голям калибър (90 или 88 милиметрово оръдие), така и малокалибрени установки (например легендарните германски ПВО установки с 30 мм оръдия MK 108).
Германските войски използват много рационално зенитното оръдие по време на Втората световна война. Имайки предвид, че огромният 88 мм снаряд и дългата цев дават изключителна начална скорост и далекобойност, а от там и разрушителна сила, започват да ги използват като противотанково оръдие. Ефектът бил толкова силен, че куполите на уцелените съветски машини направо изхвърчали във въздуха от попадението. 88-милиметровото оръдие било толкова успешно и като противотанково средство, че германците започват да го монтират на танк Тигър през 1943 година.
В следвоенните години са използвани различни като размер, калибър и вид зенитни установки, но с модернизирането на ПВО, започват да се използват вече ракетни установки „земя-въздух“, както и ракети изстрелвани от войници (като например преносимата ракетна установка FIM-92 Стингър), които изместват оръдието като основно средство за противовъздушна отбрана.